# Budy Sułkowskie
Budy Sułkowskie [pronunciación en polaco: /ˈbudɨ suu̯ˈkɔfskʲɛ/] es un pueblo en el distrito administrativo de Gmina Chynów, dentro del Distrito de Grójec, Voivodato de Mazovia, en el centro-este de Polonia.